# Organprotektive Intensivtherapie
Die organprotektive Intensivtherapie (auch Spenderkonditionierung oder Ischämische Präkonditionierung) ist die intensivmedizinische Behandlung eines hirntoten Patienten, dessen Organe zum Zweck einer möglichen Transplantation in gutem Zustand erhalten bleiben sollen. Der potentielle Organspender wird dazu, bis zur Organentnahme oder der Einstellung der Therapie, weitgehend wie ein anderer Intensivpatient medizinisch und pflegerisch überwacht, behandelt und versorgt. Die Intensivtherapie des Organspenders ist auch die vorgezogene Intensivtherapie der späteren Organempfänger.

## Überwachung, Therapie und Pflege
Das Behandlungsziel während dieser Phase ist die Sicherstellung einer optimalen Transplantatfunktion zum Zeitpunkt der Explantation. Andere intensivmedizinische Grundsätze, wie Sicherstellung einer würdevollen Pflege und empathische Betreuung der Angehörigen, ist der Betreuung von anderen Patienten auf der Intensivstation sehr ähnlich. Es findet aber, anders als bei Intensivpatienten mit Aussicht auf Genesung, keine Physiotherapie statt. Die Durchführung vorbeugender Maßnahmen (beispielsweise zur Dekubitusprophylaxe) tritt in den Hintergrund, wenn sie die Kreislaufstabilität gefährdet.

## Psychische Belastungen der Beteiligten

### Angehörige
Angehörige sind in Bezug auf den für tot erklärten Organspender oft verunsichert, da ihre Beobachtungen nicht mit ihren Vorstellungen vom Tod und einem Toten übereinstimmen. Intuitiv wird der Hirntote als lebendig empfunden: Die sichtbaren Todeszeichen wie Totenflecken und Muskelstarre fehlen, dagegen ist der Patient durchblutet und fühlt sich warm an, vereinzelt sind Bewegungen der Extremitäten und des Rumpfes zu beobachten (Lazarus-Phänomen). Die Definition des Hirntodes wird deshalb eventuell angezweifelt und die Frage gestellt, ob hier womöglich ein Sterbeprozess künstlich verlängert wird. Angehörige empfinden es oft als schwierig, den richtigen Zeitpunkt zum Abschiednehmen zu wählen, da sich nach der Hirntodfeststellung äußerlich nichts am Patienten verändert hat. Außerdem finden sie auf einer Intensivstation kaum die dazu nötige Ruhe und Ungestörtheit, da die auf Organerhaltung abgestimmte Behandlung stetige Aktivitäten seitens des Personals erfordert: Der Organspender wird intensivpflegerisch versorgt, erhält Medikamente sowie Infusionen und wird von Geräten überwacht. Doch die Behandlung dient nicht mehr dem Patienten selber, sondern dem unbekannten Organempfänger oder den Organempfängern. Die Zeit, die von der Hirntoddiagnostik bis zur Organentnahme vergeht, wird von allen Beteiligten als belastend empfunden.

### Betreuendes Team
Die organprotektive Intensivtherapie ist aufwendig und bedeutet eine menschliche, organisatorische und fachliche Herausforderung. Mitarbeiter von Intensivstationen haben oftmals eine prinzipiell positive Einstellung zur Organspende, fühlen sich Umfragen zufolge in der Praxis aber einer hohen emotionalen Belastung ausgesetzt. Diese Belastung ergibt sich vor allem, wenn sich zum hirntoten Patienten eine vertrauensvolle Atmosphäre entwickelt hat, und durch die Betreuung der existentiell getroffenen Angehörigen, die durch die akute Situation oft völlig überfordert sind. Insbesondere die betreuenden Pflegefachkräfte fungieren für Angehörige als Ansprechpartner und Berater.
Die pflegerische Versorgung eines Organspenders stellt eine Herausforderung an die individuellen Sichtweisen auf die herrschende Ethik dar. Es können Gewissenskonflikte entstehen, wenn gleichzeitig die Versorgung von Patienten zu kurz kommt, die noch eine Chance auf Überleben haben. Eine Studie am Universitätsklinikum Regensburg (2005) ließ erkennen, „dass die angegebene psychische Belastung mit steigender Berufserfahrung nicht ab-, sondern tendenziell zunimmt.“ Fazit der Studie ist, dass es keinen „Routineeffekt“ gibt, dagegen aber Informationsdefizite empfunden werden, was sich in dem Wunsch nach mehr Schulung und Fortbildung ausdrückt.